# Josef Schillinger
Josef Schillinger (overleden 1943 of 1944) was een kampbewaker in Auschwitz.
Schillinger was lid van de SS en werd ingezet als kampbewaker in het vernietigingskamp Auschwitz-Birkenau. Josef Schillinger is vooral bekend geworden vanwege het feit dat Franceska Mann, een Joodse gevangene, hem doodschoot. De groep van Mann bevond zich in de uitkleedruimte naast de gaskamer, toen ze het pistool van Schillinger greep en drie keer op hem vuurde. Schillinger overleed later op weg naar het ziekenhuis aan zijn verwondingen.